# Doina Cornea
Doina Cornea (sinh ngày 30 tháng 5 năm 1929) là giáo sư môn tiếng Pháp và là nhà hoạt động nhân quyền người România. Bà nổi tiếng là nhà bất đồng chính kiến dưới chế độ Cộng sản của Nicolae Ceauşescu.

## Sự nghiệp

### Bất đồng chính kiến
Sinh tại Braşov, România, Cornea làm giáo viên ở Đại học Babeş-Bolyai tại Cluj-Napoca. Năm 1980 bà xuất bản quyển samizdat đầu tiên của mình, "Încercarea Labirintului" (The Test of the Labyrinth), tiếp theo là 4 quyển dịch samizdat khác (từ tiếng Pháp).
Từ năm 1982 tới 1989 Cornea đã gởi cách bất hợp pháp tới Radio Free Europe (đài phát thanh châu Âu Tự do) để phát thanh 31 bản văn phản đối chế độ Ceauşescu. Năm 1983 bà bị sa thải khỏi trường đại học vì hoạt động chính trị. Bà bị cơ quan Securitate (Cảnh sát mật vụ Công sản Romania) thẩm vấn, bị đánh đập và đe dọa giết chết.
Cùng với người con trai, Leontin Iuhaş, bà đã truyền bá 160 bản tuyên ngôn đoàn kết với các thợ thuyền đã chống đối chế độ Ceauşescu trong Cuộc nổi dậy Braşov 1987. Cả hai mẹ con đã bị bắt và giam cầm trong 5 tuần lễ trong tháng 11 và 12 năm 1987. Sau đó, bà bị cơ quan mật vụ Romania quản thúc tại gia. Ngày 21.12.1989 bà được phóng thích (trong cuộc Cách mạng Romania 1989, vào ngày trước khi chế độ Ceauşescu sụp đổ). Ngay sau khi được thả, bà đã bắt đầu tham gia vào các cuộc biểu tình ngoài đường phố ở Cluj-Napoca.

### Hoạt động sau tháng 12 năm 1989
Sau ngày 22.12.1989 Cornea bà được yêu cầu tham gia tổ chức chính phủ hậu Cộng sản đầu tiên, Hội đồng quốc gia của Mặt trận cứu quốc Romania. Bà đã rời Hội đồng này ngày 23.01.1990 sau khi Hội đồng quyết định hoạt động như một Đảng chính trị trong đợt bầu cử năm 1990. Bà coi cơ quan đó bị lệ thuộc lãnh tụ Mikhail Gorbachev của Liên Xô và vẫn bị các người Cộng sản cũ thống trị.
Cùng với các người trí thức khác như Ana Blandiana, Mihai Şora và Mircea Dinescu, Cornea đã tiếp tục phê bình thẳng thắn chế độ mới của Ion Iliescu, tổng thống Romania cho tới khi ông ta bị Emil Constantinescu đánh bại trong cuộc tổng tuyển cử 1996. Bà là người đồng sáng lập Diễn đàn Dân chủ Romania chống chuyên chế (Forumul Democrat Antitotalitar din România), như một cố gắng thống nhất phe dân chủ đối lập cho chính phủ hậu Cộng sản. Tổ chức này sau đó đã biến thành Hội nghị Dân chủ Romania (Convenţia Democrată Română, CDR), và đã đưa Emil Constantinescu lên nắm quyền.
Cornea cũng là người đồng sáng lập Nhóm đối thoại Xã hội (Grupul pentru Dialog Social) ở Romania, thuộc Quỹ liên minh công dân (Civic Alliance Foundation) và Quỹ tưởng niệm Văn hóa (Fundaţia Culturală Memoria).

## Xuất bản phẩm

### Tác phẩm
- Liberté? Entretiens avec Michel Combes (Ed. Criterion, Paris, 1990); Libertate? (Ed. Humanitas, București, 1992)
- Scrisori deschise și alte texte (Ed. Humanitas, București, 1991)
- Fața nevăzută a lucrurilor (1990-1999). Dialoduri cu Rodica Palade (Ed. Dacia, Cluj, 1999); La face cachée des choses (Ed. Du Felin, Paris, 2000)
- Puterea fragilității (Ed. Humanitas, București, 2006)

### Dịch phẩm
- Mircea Eliade, Încercarea labirintului. Convorbiri cu Claude-Henri Rocquet (Ed. Dacia, Cluj, 1990; reeditare, Ed. Humanitas, București, 2007)
- Gânduri pentru zilele ce vin, în colaborare cu Viorica Lascu (Ed. Dacia, Cluj, 1995)
- Vladimir Ghika, Ultimele mărturii (Ed. Dacia, Cluj, 1997, tái bản, 2006)
- Vladimir Ghika, Fragmente postume (Ed. Dacia, Cluj, 2003)

## Giải thưởng
Bà đã được trao nhiều giải thưởng và vinh dự, trong đó có: 
- Giải tưởng niệm Thorolf Rafto (Na Uy, 1989)
- Tiến sĩ danh dự của Đại học tự do Bruxelles (Bỉ, 1989)
- Bắc đẩu bội tinh hạng Commander (Pháp, 2000)
- Grand Cross of the National Order Steaua României (România, 2000)
- The Cross of the Royal House of Romania Crucea Casei Regale a Romaniei, 2009